# Нижнє Бобино
Нижнє Бо́бино (рос. Нижнее Бобино, башк. Түбәнге Бобин) — село у складі Мечетлінського району Башкортостану, Росія. Входить до складу Малоустьікінської сільської ради.
Населення — 643 особи (2010; 641 у 2002).
Національний склад:
- росіяни — 82 %